# 碓氷峠
碓氷峠（うすいとうげ）は、群馬県安中市松井田町坂本と長野県北佐久郡軽井沢町の境界にある峠である。標高は956メートル（m）。信濃川水系と利根川水系とを分ける中央分水嶺である。峠の長野県側に降った雨は日本海へ、群馬県側に降った雨は太平洋へ流れる。
古代には碓氷坂（うすひのさか）、宇須比坂、碓日坂などといい、中世には臼井峠、臼居峠とも表記された。近世以降は碓氷峠で統一されている。「碓井峠」「碓水峠」は誤表記。

## 地理
1200万年ほど前には現在の碓氷峠は海中にあり、クジラやサメなどが生息していた。700万年前 - 200万年前には碓氷川上流地域で噴火活動があり、110万年前 - 65万年前の溶岩噴出で碓氷峠付近は平地となった。その後、30万年前 - 20万年前に霧積川によって東部で侵食があり、急な崖が形成された。以上のような経緯から、地層は下部が第三紀中期の海生堆積岩類、上部が後期中新世から前期更新世の火山岩類で構成されている。下部の堆積岩層は泥岩、砂岩、凝灰岩などで侵食されやすい。また、上部の火山岩層の厚みは数百メートルに達する。
東部が激しく侵食された結果、現在の碓氷峠は直線距離で約 10キロメートル (km) の間に標高差が500m以上に達する急峻な東側のみの片勾配となっていて、群馬県側の麓・横川の標高387mに対し、長野県側の軽井沢は標高939mと峠 (956m) との標高差がほとんどない。特に、中山道を例に取ると坂本宿から刎石山までの水平距離700mの間に標高差が300mもある。そのため一般的な、山脈をトンネルで抜けることで峠越えの高低差を解消できる両勾配を持つ峠と異なり、通行には近代に至るまで数多くの困難を抱えた。
箱根峠（太平洋側）や親不知（日本海側）とともに、東日本と中日本を分かつ峠であり、気象学的にも、碓氷峠は関東地方と中部地方の境界にあたる。日中、関東地方南岸では大規模な海風（太平洋海風）が生じて、およそ5m/sで大気が内陸に向かって進む。一方で中部地方内陸部では上空に低圧部が現れ、谷から山頂に向かう風が生まれる。午前中は碓氷峠にこれら二つの流れが両側から向かってきて、峠では風が真上に向かって平衡状態となる。午後になると地表面の温度が高くなって双方の勢いが増すが、関東地方からの流れがより強くなるため南東風が吹き、関東地方の大気が中部地方に流入する経路となる。なお夜間には海風が支配的となって南東風が続く。また、山を登る空気は気圧が低くなるとともに膨張して温度が下がり、飽和した水蒸気が霧となるため、関東平野から碓氷峠を登って流れ込む南東風が原因となって軽井沢では年間130日以上も霧が発生している。

## 自然環境
植生は付近にあって標高の近い浅間山山麓部分と似ており、ブナやコナラなどの落葉樹、およびモミやカラマツといった針葉樹が生えている。下草としてはゼンマイやススキ、リンドウ、ニッコウザサなどがある。浅間山との違いとしては、ムラサキやシモツケソウ、モウセンゴケが多いことが挙げられる。
一帯には古くからニホンザルが生息しているが、1980年代から人里に降りてきて農作物などに被害が出るようになり、1984年には碓氷郡松井田町（当時）など3町で計2000万円以上もの被害があった。その原因としては
- 林野庁がナラやクリなどの広葉樹をスギなどの針葉樹に代えたため、餌となる木の実が減少した
- 観光客らが餌を与えるようになって人に馴れた

などが指摘されている。上信越自動車道の開通後は交通量の減った国道18号への出没も増え、1990年代末以降は碓氷峠を拠点に軽井沢の中心部にも出現している。
2010年代になるとツキノワグマの目撃情報も相次いでおり、旧道での目撃例や、めがね橋（碓氷第三橋梁）の近くでの目撃例がある。
刎石山付近には柱状節理、風穴などがみられる。

## 歴史

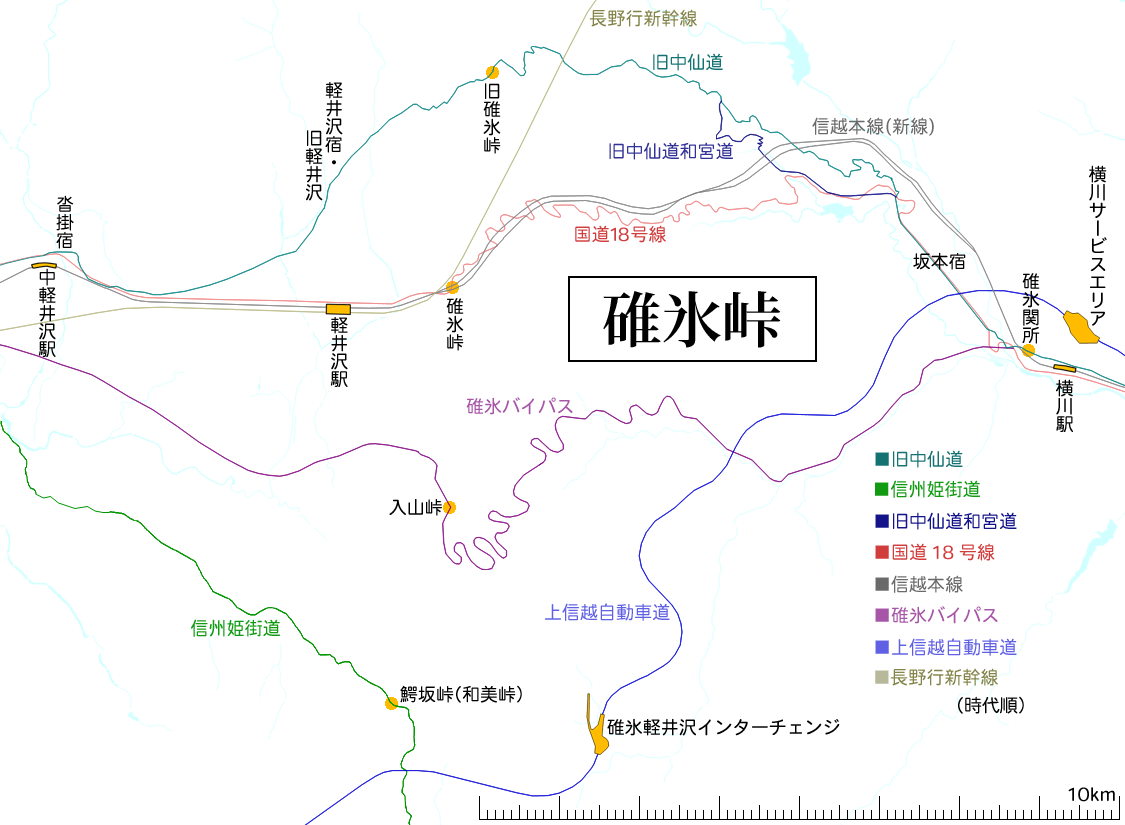
碓氷峠の変遷
中仙道・中仙道和宮道・国道18号・信越本線・碓氷バイパス・上信越自動車道・北陸新幹線

### 古代
古来から坂東と信濃国をつなぐ道として使われてきたが、難所としても有名であった。この碓氷坂および駿河・相模国境の足柄坂より東の地域を坂東と呼んだ。『日本書紀』景行紀には、日本武尊（ヤマトタケル）が坂東平定から帰還する際に碓氷坂（碓日坂）にて、安房沖で入水した妻の弟橘媛をしのんで「吾妻（あづま）はや」とうたったとある。なお『古事記』ではこれが足柄坂だったとされ、どちらが正しいかという論争が存在する。現在でも碓氷峠を境にして、東側が関東文化圏・関東方言に、西側が中央高地文化圏・東海東山方言に分かれている。
碓氷峠の範囲は南北に広いが、その南端に当たる入山峠からは古墳時代の祭祀遺跡が発見されており（入山遺跡）、古墳時代当時の古東山道は入山峠を通ったと推定されている。7世紀後葉から8世紀前葉（飛鳥時代後期 - 奈良時代初期）にかけて、全国的な幹線道路（駅路）が整備されると、碓氷坂にも東山道駅路が建設された。入山遺跡はこの時期までに廃絶しており、碓氷坂における東山道駅路は近世の中仙道にほぼ近いルートだったとする説が有力視されている。なお、万葉集にみえるように防人たちにとっては故郷との別離の場となっていた。
平安時代前期から中期頃の坂東では、武装した富豪百姓層（僦馬の党）が国家支配に抵抗し、国家への進納物を横領したり略奪する動きが活発化した。これら富豪百姓層を「群盗」と見なした国家は、その取締りのため昌泰2年（899年）に碓氷坂と足柄坂へ関所を設置した。これが碓氷関の初見である。碓氷関は天慶3年（940年）に廃止され、中世に何度か復活した。
古代駅路は全国的に11世紀初頭頃までに廃絶しており、碓氷坂における東山道駅路も同時期に荒廃したとされている。その後、碓氷峠における主要交通路は、旧碓氷峠ルートのほか、入山峠ルート・鰐坂峠ルートなどを通過したと考えられているが、どのルートが主たるものであったかは確定に至っていない。

### 中世
中世には碓氷峠付近の主要道は現在の大字峠（地図中の旧碓氷峠）を通るようになった。この峠には熊野皇大神社（碓氷峠熊野神社）があり、同神社正応5年4月8日（1292年5月3日）紀の鐘銘から、この頃までには大字峠の道が開設されていたといわれる。入山峠を通る古道よりも坂本付近などが峻険で通りにくかったが、そのため防備に優れていたとされる。
応永30年（1423年）の国人一揆や永享12年（1440年）の結城合戦では、碓氷峠は信州からの侵攻を防ぐ要衝となっていた。永禄4年（1561年）に長尾景虎が小田原城の後北条氏を攻めた際に武田信玄が笛吹峠に出陣し、信玄は碓氷峠からの進出をその後数回にわたって行ない、永禄9年（1566年）には箕輪城の攻略に成功して上野国へ進出した。天正18年（1590年）の小田原征伐の際、豊臣秀吉は前田利家らの北国勢を碓氷峠から進軍させている。

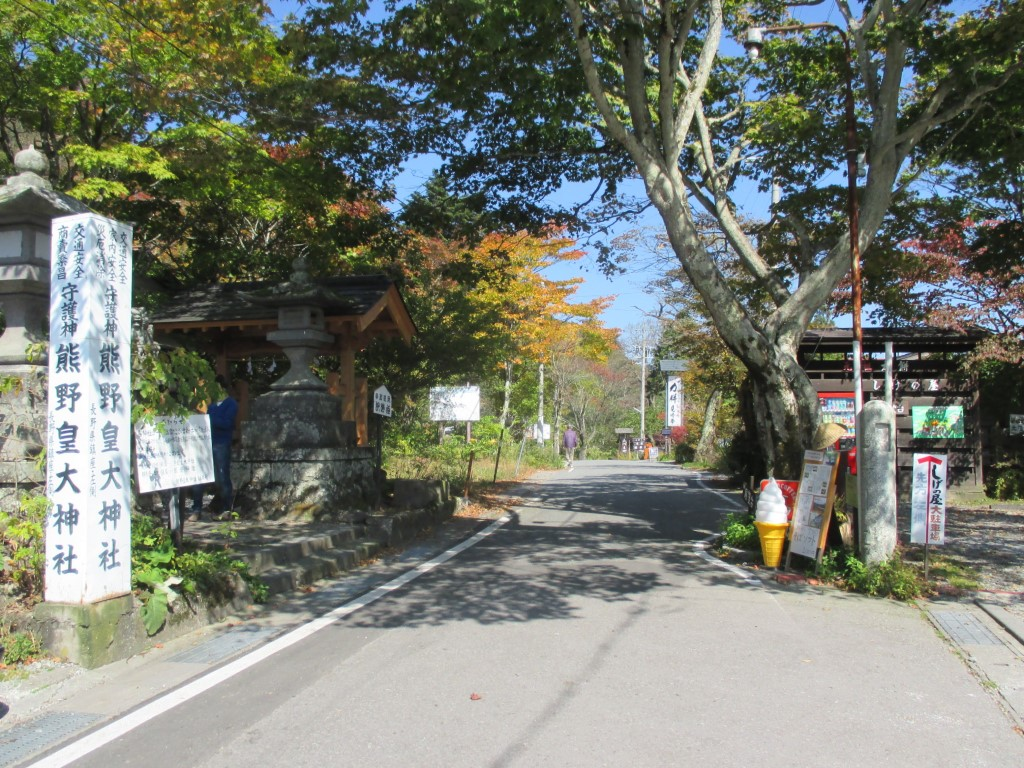
旧碓氷峠（長野県北佐久郡軽井沢町大字峠町）

### 近世
江戸時代には中山道が五街道のひとつとして整備され、旧碓氷峠ルートが本道とされた。碓氷峠は、関東と信濃国や北陸とを結ぶ要衝と位置づけられ、峠の江戸側に関所（坂本関）が置かれて厳しい取締りが行われた。峠の前後には坂本宿・軽井沢宿が置かれ、両宿場間の距離は2里26町（約10キロメートル〈km〉余）であったが、峠頂部の熊野神社の標高が1200m、坂本宿の京都口が標高460mであるから、その標高差は740mもあり通行者の大きな負担になっている。特に刎石（はねいし）はつづら折れの急坂のうえ落石も多く、峠道最大の難所である。なお、坂本から熊野神社までの旧中山道ルートの現在は、旧建設省と「道の日」実行委員会により制定された日本の道100選のひとつとして1986年（昭和61年）に選定を受けている。
ただし、古道はその後も活用されており、たとえば難所の碓氷峠を避けることができる鰐坂峠ルートは「姫街道」「女街道」と呼ばれていた。この道は本庄で中山道本道から分かれて藤岡・富岡・下仁田を経由し、鰐坂峠（和美峠付近）を経て信州に入り、追分宿付近で本道と合流していた。しかし、こちらも難所であることに差はなかったといい、本道と同様に西牧関所が置かれていた。
天明3年（1783年）の浅間山噴火では3尺 (90センチメートル) 以上の砂が積り、碓氷峠往還は8日間にわたって通行不可能になっている。碓氷峠は中山道有数の難所であったため、幕末の文久元年（1861年）に和宮が徳川家茂に嫁ぐために中山道を通ることが決まった際に一部区間で大工事が行われ、和宮道と呼ばれる多少平易な別ルートが開拓された。この時に京から江戸までの警固の任にあたった戸田忠道が、和宮がお越しになる際に「ウスイ」では縁起が悪いと、碓氷峠を「相生峠」と言い換えたという。なお、約3万人の和宮一行は同年11月9日（1861年12月10日）に軽井沢を発って碓氷峠を越え、翌10日（1861年12月11日）に横川に宿泊している。

## 道路

### 道路の建設
明治に入っても交通の要所としての重要性は変わらず、人々や物資の往来は続いた。1878年9月11日、明治天皇の北陸道・東海道巡幸では、天皇は徒歩にて峠を通過している。明治天皇紀によれば、「峠の険難は馬すらも通はず・・・」とあり、この時期においても難所であることには変わらなかった。1882年に従来の南側に新道が作られ、1886年には馬や車での通行が可能となった。「碓氷新道」と呼ばれたこの新道は国道18号（の旧道）にあたり、坂本宿からその後碓氷湖が作られたあたりまではおおむね和宮道（正しくは、（明治天皇）御巡幸道路であり、和宮道は、熊野神社北側から子持山の南西あたりまでをいう）を踏襲し、そこから西側は中尾川に沿って全く新しいルートとされ、軽井沢宿と沓掛宿の間で旧道と合流するものであった。新道の碓氷峠は、中山道旧道の碓氷峠（新道開通後は旧碓氷峠と呼ばれている）から南に3kmほどの場所に移動した。この結果、碓氷峠越えの道は3km長くなったものの平均勾配が半分以下に低減された。その後「旧軽井沢」と呼ばれるようになった地区は中山道旧道に沿った場所で、軽井沢駅周辺は明治時代に開発された新道沿いにあたる。
大正以降はトラックなどの往来も盛んになり、失業対策も兼ねた公共事業の一環として1932年から翌年にかけて拡幅および一部舗装工事が行なわれ、これを記念した石碑が県境に残っている。なお、第二次世界大戦中には牛や馬の峠越えによる物資の輸送も行なわれた。国道18号の碓氷峠の区間は、1956年（昭和31年）から拡幅や改良・舗装工事が進められていたが、カーブが184個もあることなどから限界があり、交通需要の高まりに応えるため1971年に国道18号のバイパスである有料道路の碓氷バイパス（入山峠を通る、かつての古東山道のルート）が開通した。碓氷バイパスは2001年11月11日から無料化され、かつての中山道はハイキングコースとして整備された。1993年には上信越自動車道が開通したことから、1979年には交通量が2,000台/日あった明治時代の新道も、その重要性は薄れつつある。なお上信越自動車道の建設に当たっては、同道路内で最長となる全長1,267メートルの碓氷橋が、碓氷川などをまたぐように架橋された。

### ドライブスポット
国道18号旧道は、全長約11キロの区間に全184の大小様々なカーブがタイトに続く片峠の独特な道路であるため、ドライブ・ツーリングスポットとして古くから知られる。ちなみに過酷なサーキットとして知られるドイツのニュルブルクリンクは、全長約20キロでカーブ数は172である。
走り屋からの知名度は高く、人気漫画『頭文字D』に登場する峠道としても知られる。この道路を愛好していた人物として、土屋圭市、七五三木敏幸などがいる。土屋圭市によれば、碓氷峠でメーカーのタイヤテストも行っていたという。
これまで数多くのラリーイベントで碓氷峠がルートとして設定されてきたが、初めて設定されたのは、1959年から開催された伝説的な日本初の山岳ラリー「日本アルペンラリー」の第1回大会である。
1971年の碓氷バイパス、1993年の上信越自動車道の開通まで、東京方面から軽井沢へ自動車で向かうためにはこの道を通るほかなかったため、ドライブ好きではない一般の別荘客や観光客には好まれるような道ではなかったという。細川護煕は、幼少期に祖父である近衛文麿の運転で軽井沢に向かうために当時の路面の悪い碓氷峠を走ったとき、吐いたりして散々な目にあったと、のちに笑って話している。ブリヂストン会長の石橋幹一郎は、軽井沢に向かうために愛車で碓氷峠を「ブンブン回してよく上りました」と語っている。

### 現在の交通量
2005年の上信越自動車道の碓氷峠付近（群馬・長野県境）の交通量は以下の通りである。
| 日   | 乗用車（台/日） | 貨物自動車（台/日） | 合計（台/日） |
| ---- | --------------- | ------------------- | ------------- |
| 平日 | 8,669           | 10,065              | 18,734        |
| 休日 | 17,538          | 4,177               | 21,715        |
なお、2005年の国道18号の碓氷峠付近（安中市松井田町原甲）の交通量は平日が2,016台/日、休日が4,129台/日、2001年の碓氷バイパスの1日当たりの平均交通量は10,235台/日だった。1993年の予測では上信越自動車道、碓氷バイパスの交通量はそれぞれ8,000台/日、7,000台/日になると見込まれており、実際の値はともにこれを上回っている。特に碓氷バイパスは1993年の交通量およそ15,000台/日からの半減が予想されたが、利用台数はそれほど減っていない。

## 鉄道

### 鉄道の建設

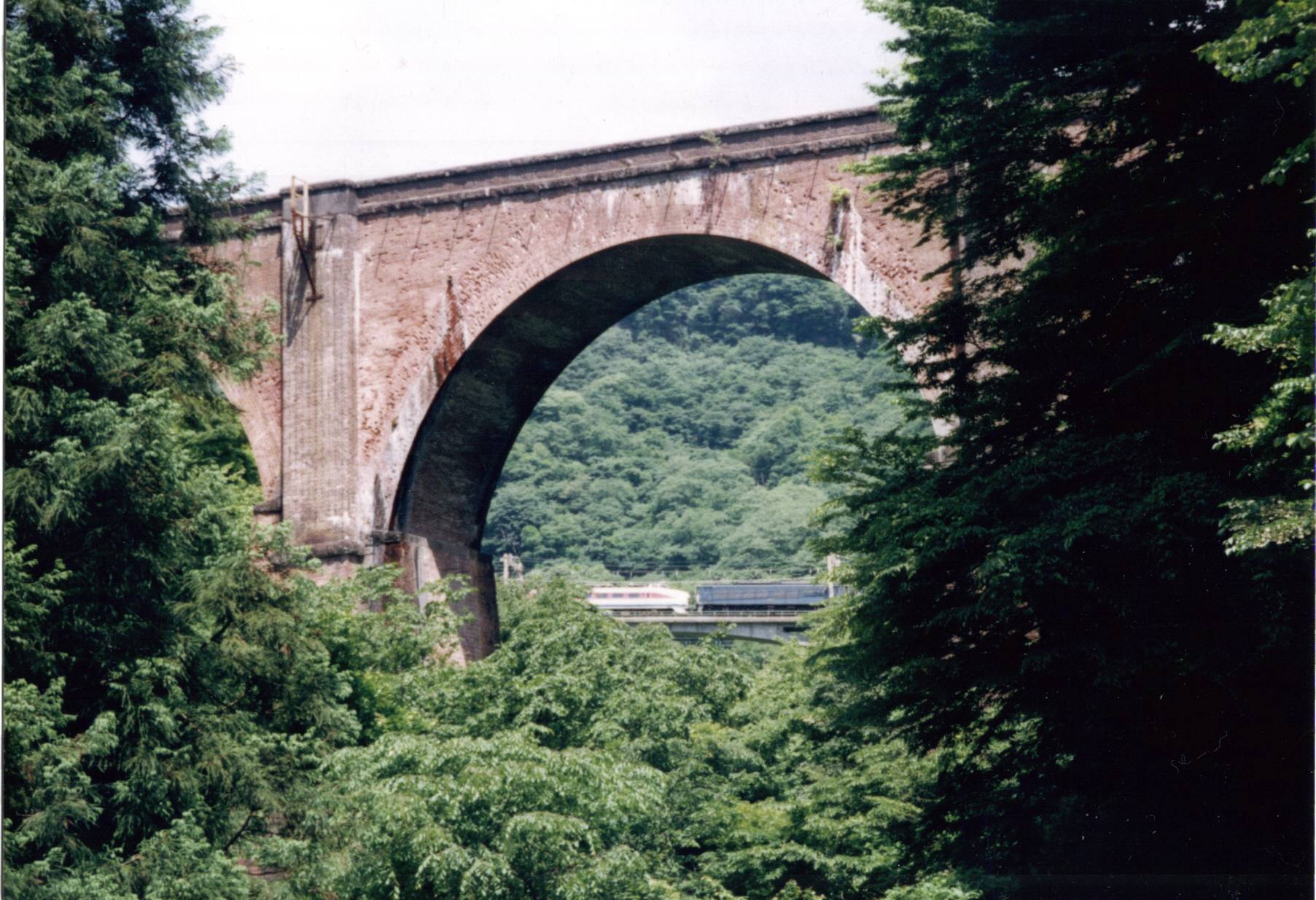
線路の一部だった碓氷第三橋梁。奥に見える橋梁は1997年に廃止された新線。

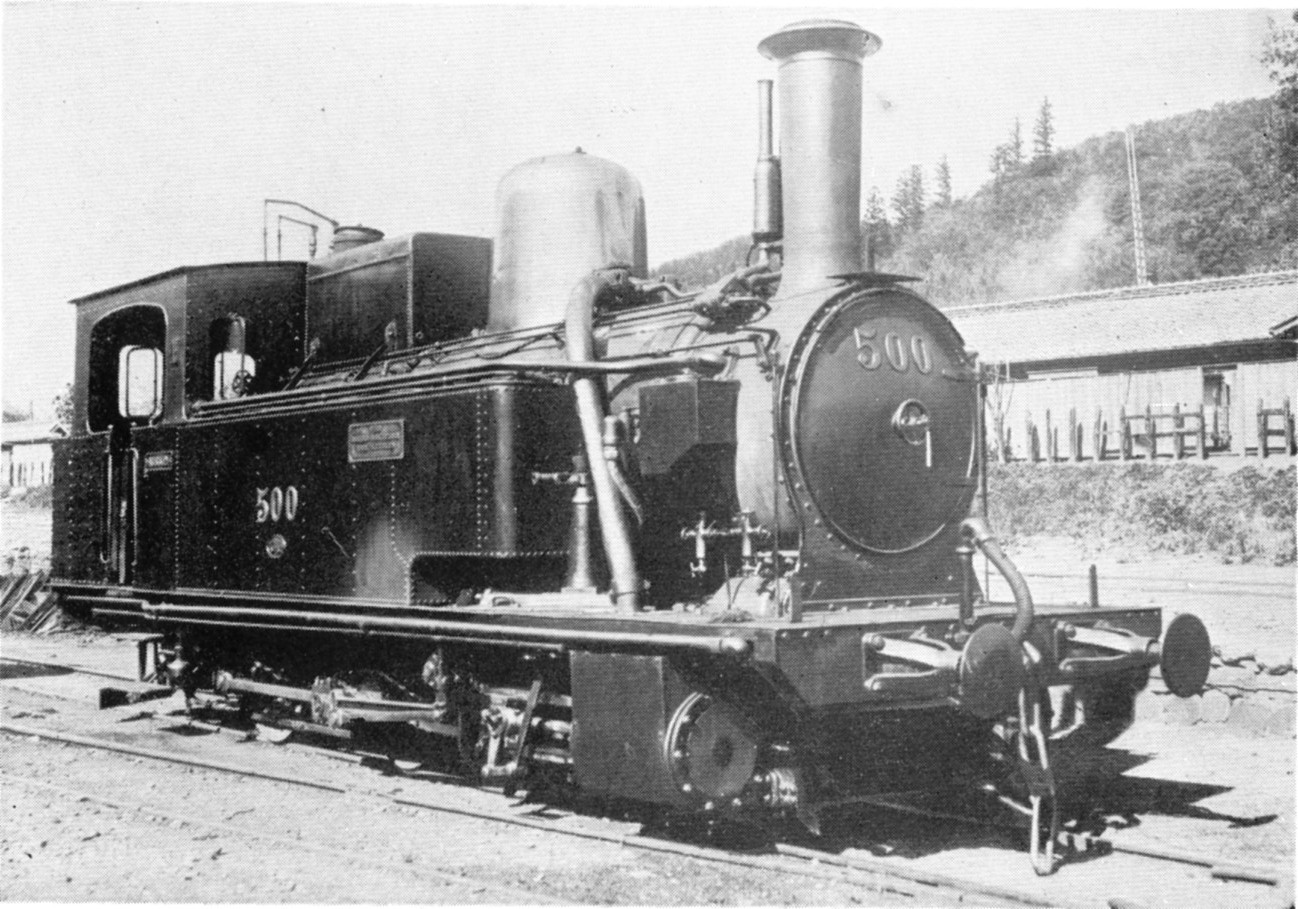
最初に投入されたラック式の3900形蒸気機関車

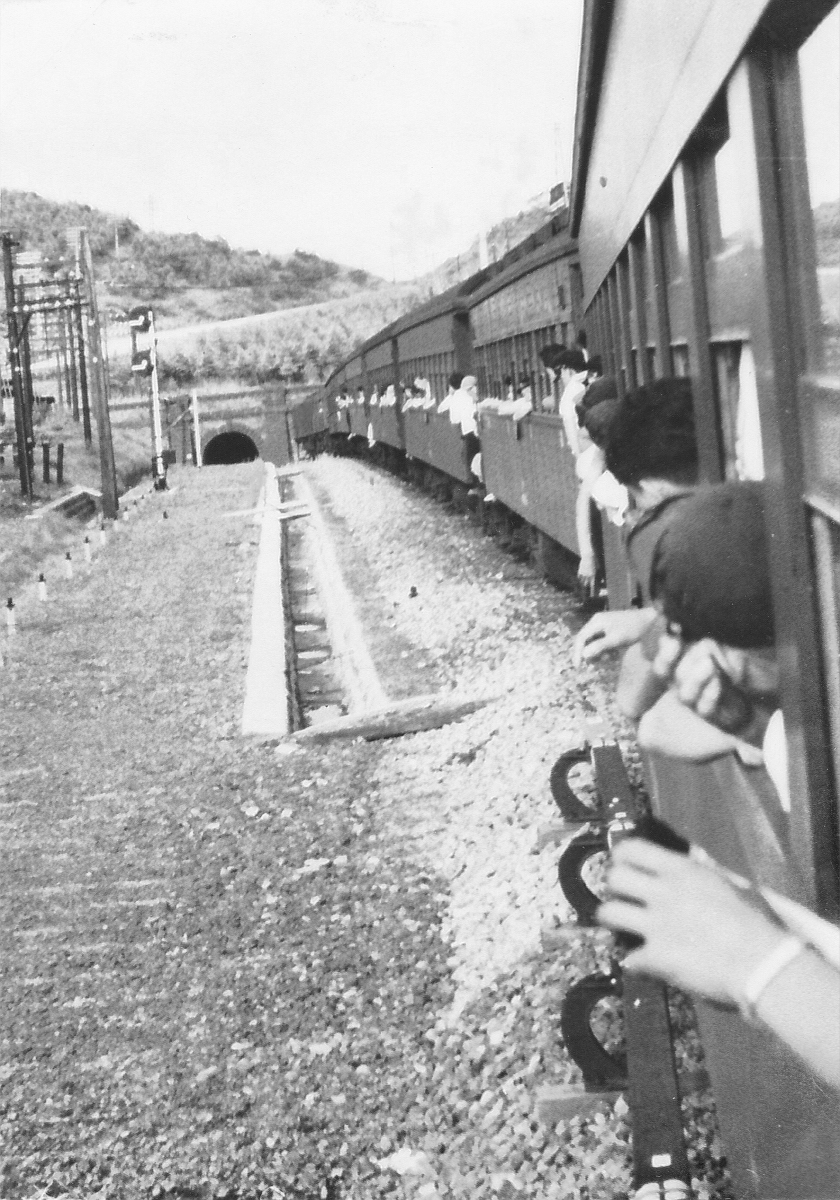
碓氷峠のトンネルに入る列車（1950年代）

鉄道においても碓氷峠を越えることは早くから重要視され、1885年（明治18年）10月15日に官設鉄道横川線として高崎 - 横川間が、さらに1886年（明治19年）8月15日から1888年（明治21年）12月1日にかけて軽井沢 - 直江津間が官設鉄道直江津線として順次開通すると、当区間が輸送のボトルネックとなり、東京と新潟の間の鉄道を全線開通させることが強く望まれた。なお、1888年（明治21年）9月5日から1893年（明治26年）4月1日にかけては碓氷馬車鉄道という馬車鉄道が国道18号上に敷設されていたが、輸送可能な量が少ない上に峠越えに2時間半もかかっていた。当初の機関車の能力では粘着式鉄道にて通過困難な勾配があり、スイッチバックやループ線などを設ける方法では対処できなかったためラック式鉄道を模索し、視察したドイツのハルツ山鉄道を参考にしてアプト式（アブト式）を用いることを提案した仙石貢と吉川三次郎のプランが採用された。この案では中山道沿いに線路を敷設するため資材や人員の運搬コストを低減できる一方で、大半の区間が66.7‰（= 1⁄15。約 3.8 度）という急な勾配になる。なお、この際に鉄道建築師長のポーナルは和美峠や入山峠を通る25‰（=1⁄40）程度の勾配の案を提示している。

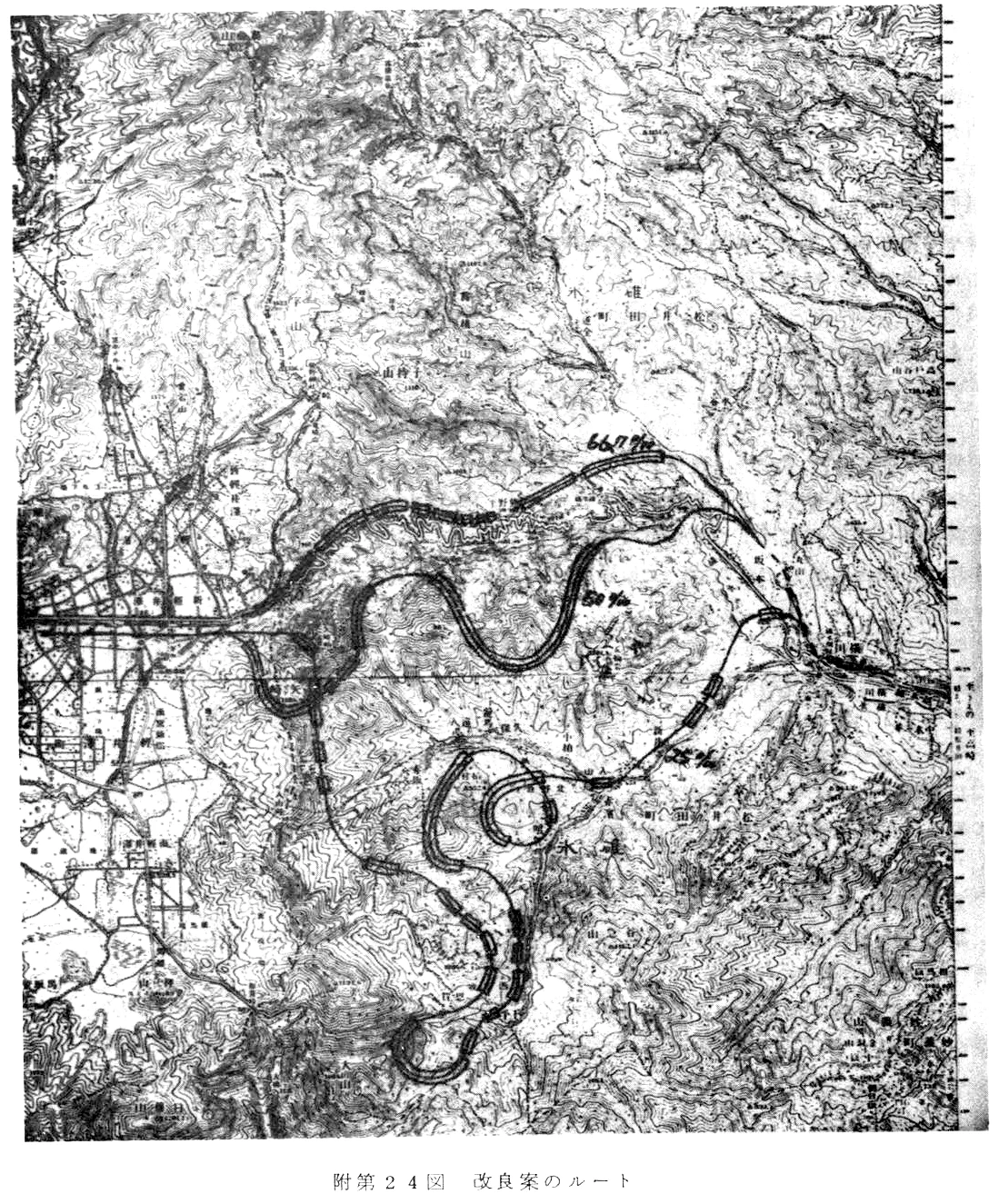
碓氷線 ルート比較 。上から66.7（碓氷峠案）、50（和美峠案）、25（入山峠案）パーミルとなる。

1891年（明治24年）3月24日に起工したが、急勾配でラック式鉄道を用いるには列車の推進力を受ける道床に十分配慮する必要があった。ボーナルはその対策として、大きなスパンに従来よく使われていた鋼桁ではなくレンガ製のアーチを用いている。また、工事中の1891年（明治24年）10月28日に発生した濃尾地震でレンガ造りの建造物が倒壊したことを受け、橋脚に石柱を組み合わせたりレンガを縦に積むなどの地震対策が採り入れられた。このような技術が評価され、碓氷第三橋梁などの一連の橋梁、隧道などは1993年（平成5年）から1994年（平成6年）にかけて近代化遺産として国の重要文化財に指定されている。ただしアーチ部分の耐震性については効果は限定され、完成後の1894年（明治27年）6月20日の明治東京地震（マグニチュード=7.0）ではアーチにひびが入り、同年から1896年（明治29年）にかけてレンガを巻き立てる補強が行なわれた。

### ラック式鉄道時代

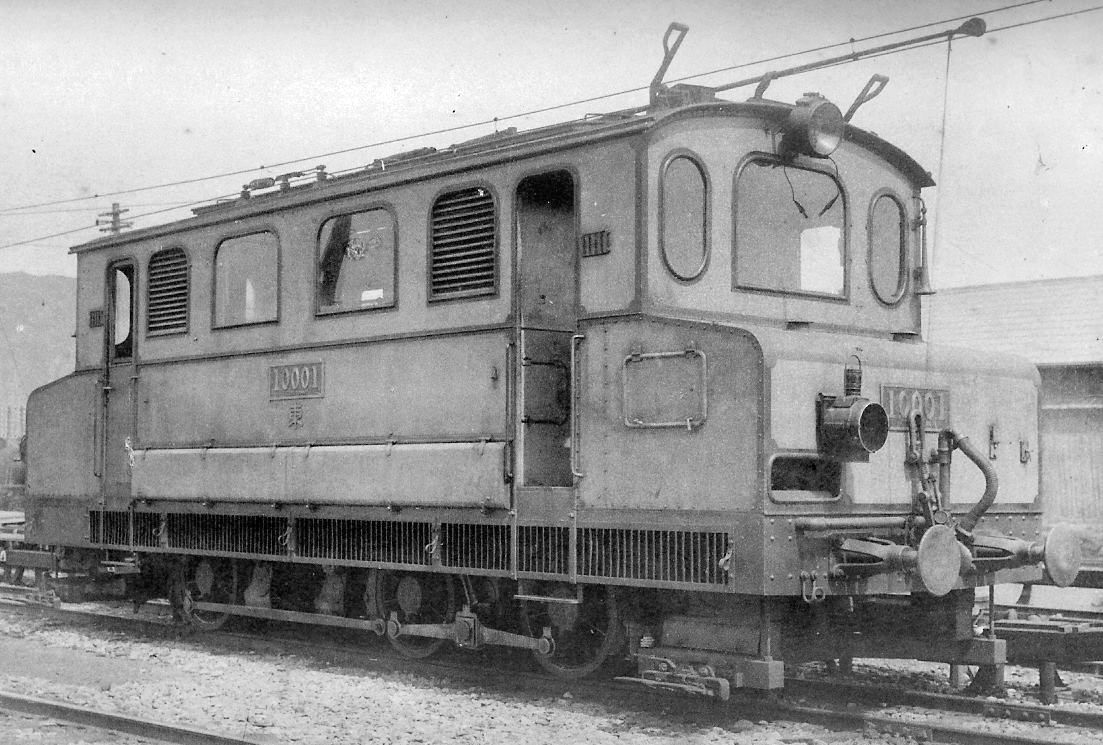
アプト方式ラック式の10000形電気機関車

このような経緯を経て、延長11.2kmの間に18の橋梁と26のトンネルが建設され、着工から1年9か月後の1892年（明治25年）12月22日に工事が完了し、翌1893年（明治26年）4月1日に官営鉄道中山道線として横川 - 軽井沢間が開通した。当初は全区間が単線・非電化であり、中間に開設された熊ノ平給水給炭所で列車交換を行っていた。碓氷峠を越えることから「碓氷線」、また横川 - 軽井沢間を結ぶことから「横軽（よこかる）」とも呼ばれる。
1900年（明治33年）10月15日に大和田建樹によって作成された「鉄道唱歌」の第4集（北陸編）では、碓氷峠の区間は以下のように歌われている。
さらに『鉄道唱歌』と同じ年に作成された、現在の長野県歌である『信濃の国』も、6番において以下のように碓氷峠を歌っている。
なお、「アブ（BU）ト」という表現は当時見られたものだが、ドイツ語であるため、現在の「アプト」の方が原語に近い。
1901年（明治34年）7月には丸山信号所・矢ヶ崎信号所が開業し、横川 - 丸山信号所間と矢ヶ崎信号所 - 軽井沢間が複線化された。1906年（明治39年）10月1日には熊ノ平給水給炭所が熊ノ平駅に変更。1909年（明治42年）10月12日には国有鉄道線路名称制定に伴い、中山道線を含む高崎 - 新潟間が信越線（しんえつせん）と命名された。
しかし、横川 - 軽井沢間はトンネルの連続による煤煙の問題から、乗務員の中には吐血や窒息する者も現れた。そこで、1911年（明治44年）に横川駅付近に火力発電所が設置され、1912年（明治45年）5月11日に同区間は直流電化された。これは日本の国鉄の幹線としては最初の電化が行われた区間であり、当初の電圧は直流600Vで、集電方式は第三軌条方式が採用された。
この電化により碓氷線の所要時間は80分から40分に半減し、輸送力は若干増強されたが、輸送の隘路であることは変わらず、「東の碓氷」は「北の板谷」、「西の瀬野八」などと並び、名だたる鉄道の難所として称された。
1914年（大正3年）6月1日には信越線が信越本線（しんえつほんせん）に改称された。
1918年（大正7年）3月7日には熊ノ平 - 軽井沢間で列車が上り勾配を退行・暴走し、熊ノ平駅構内で脱線する事故が発生した（信越本線熊ノ平駅列車脱線事故）。
1922年（大正11年）4月1日には丸山信号所・矢ヶ崎信号所がそれぞれ丸山信号場・矢ヶ崎信号場に変更された。
1950年（昭和25年）6月8日から6月12日には、熊ノ平駅構内で土砂が数度に渡り崩落。線路・宿舎などが埋没し、死者50名・重軽傷者21名を出した。その後、不通となった横川 - 軽井沢間は6月20日に開通し、6月23日に完全復旧した（熊ノ平駅#大規模崩落事故（1950年）を参照）。

### 粘着式時代

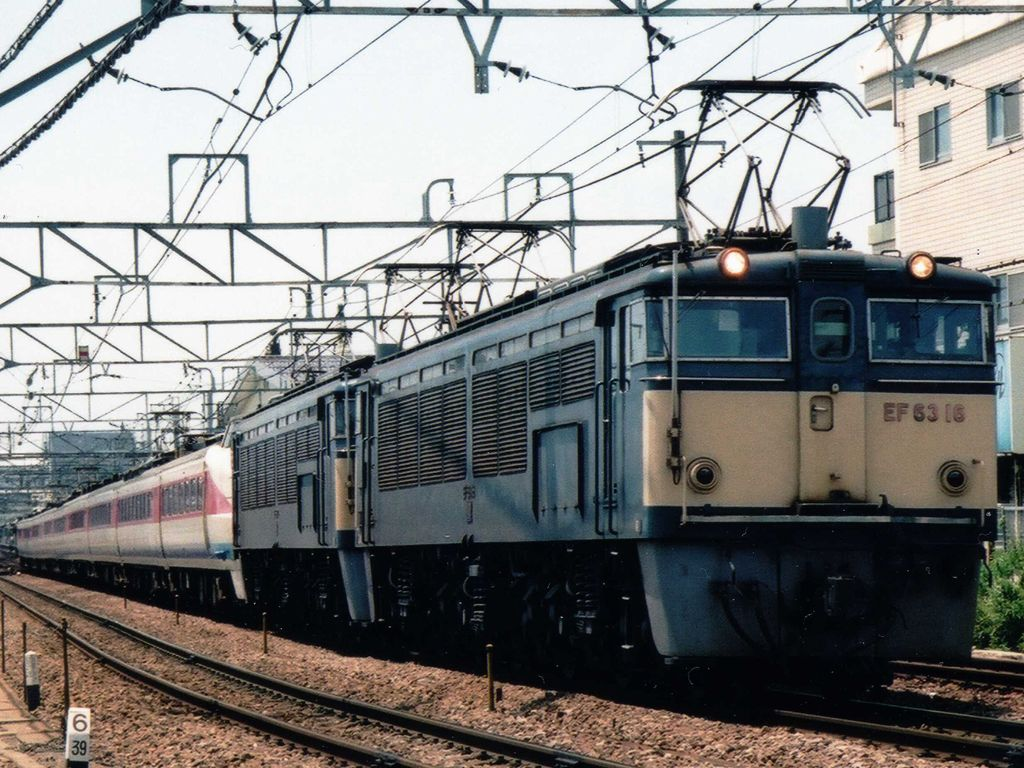
EF63を連結して碓氷峠に向かう特急「白山」

太平洋戦争後、輸送隘路の解消のための改良が必要となり、最急勾配を25‰とする迂回ルートも検討されたが、最大66.7‰の急勾配は回避せず一般的な車輪による粘着式で線増し登降坂することになった。碓氷新線は1961年（昭和36年）に着工し、1963年（昭和38年）7月15日に旧線のやや北側をほぼ並行するルートで新線が単線で開通した。粘着式の新線は、電圧・集電方式を他の区間と同じ直流1500V・架空電車線方式に変更した。
当初は新線（粘着式）と旧線（ラック式）が併用されていたが、9月30日に旧線（ラック式）は廃止。1966年（昭和41年）2月1日には熊ノ平駅が熊ノ平信号場に格下げされた他、7月2日には、旧線の一部を改修工事する形で最大66.4‰の新線がもう1線開通。これによって丸山信号場 - 矢ヶ崎信号場間が複線化されたことで、横川駅 - 軽井沢駅間は全区間が新線（粘着式）による複線となり、丸山信号場・矢ヶ崎信号場は廃止となった。当区間の所要時間は旅客列車で40分から、勾配を上る下り列車は17分、勾配を下る上り列車は24分に短縮された。
しかし、旅客列車（電車・客車）・貨物列車（貨車）を問わず単独での運転は勾配に対応できず、補助機関車として2両を1組としたEF63を常に連結することとなった。勾配を登る下り列車（横川→軽井沢）を押し上げ、勾配を下る上り列車（軽井沢→横川）は発電ブレーキによる抑速ブレーキとなるという機能であった。そのため、必ず勾配の麓側にあたる横川側に2両が連結された。
客車・貨車の場合（EF62単機回送も含む）
信越本線内の本務機関車としてEF63と同時期に製造されたEF62が牽引する列車ではEF63を連結して当区間を走行する際の輸送定数は客車が360トン (t)、貨車で400tに制限されたほか、ラック時代に一部列車で実施されていた客車と貨車を混結した状態で走る混合列車の運転が保安上禁止された。
下り列車の場合（軽井沢）EF62+客車もしくは貨車+EF63（横川）の編成となり、無線通信によって最前部のEF62が牽引し後部のEF63の2両で押し上げるプッシュプル方式での運転操作が行われた。上り列車の場合、（軽井沢）客車+EF62+EF63（横川）と勾配の麓側に3両の機関車が連なり、最前部のEF63から3両の総括制御を行う。
EF62+EF63の三重連による牽引力はD51の5重連に相当する。

電車の場合
EF62・EF63量産車による三重連以上を用いた試験の結果、EF63が無動力の電車・気動車を牽引する場合は編成両数が電車が最大8両、気動車は最大7両に制限された。この問題についてはさまざまな解決策が検討されたが、最終的にEF63と当区間を通過する電車を協調運転することで、増結が求められていた4両分の荷重を電車が負担する案が採用されることになった。こうして1968年以降、EF63との協調運転により最大12両編成での通過を可能とした169系・489系・189系の各形式電車が投入されたが、協調・非協調を問わず当区間の運転はすべてEF63に乗務する機関士が担当し、峠を登る列車ではEF63の機関士が後ろ向きに運転を行うため、電車による列車では先頭に乗務している運転士は信号現示と進路の確認を行ない車内電話を通してEF63乗務の機関士へ伝達し相互喚呼していた。また協調運転時の総括制御、牽引・推進運転時に電車側のマスター・コントローラーとブレーキ弁を扱うと制御回路を破損してしまうため、電車側のマスター・コントローラーはハンドル「切」位置にして鍵を抜き取り、ブレーキ弁ハンドルも抜き取るよう規程されていた。
1985年（昭和60年）ごろには余剰のサロ183形を改造した自力登坂可能な187系（第2案）も計画されたが、諸般の事情から白紙撤回されている。詳細は「国鉄187系電車特急用直流電車開発計画」も参照のこと。
1975年（昭和50年）10月28日には、横川 - 熊ノ平信号場間の上り線で機関車の単機回送列車（EF63・EF62）が暴走し脱線転落する事故が発生した（信越線軽井沢 - 横川間回送機関車脱線転落事故）。
1987年（昭和62年）4月1日の国鉄分割民営化に伴い、信越本線は全区間を東日本旅客鉄道（JR東日本）が第一種鉄道事業者として承継したが、日本貨物鉄道（JR貨物）は横川 - 軽井沢間を含む安中 - 田中間を第二種鉄道事業者として承継しなかったため、横川 - 軽井沢間の貨物営業は廃止となった。
1993年（平成5年）8月17日、前述の通り国が信越本線の横川 - 軽井沢間の鉄道施設の一部を「碓氷峠鉄道施設」として重要文化財に指定した。

### 横軽対策

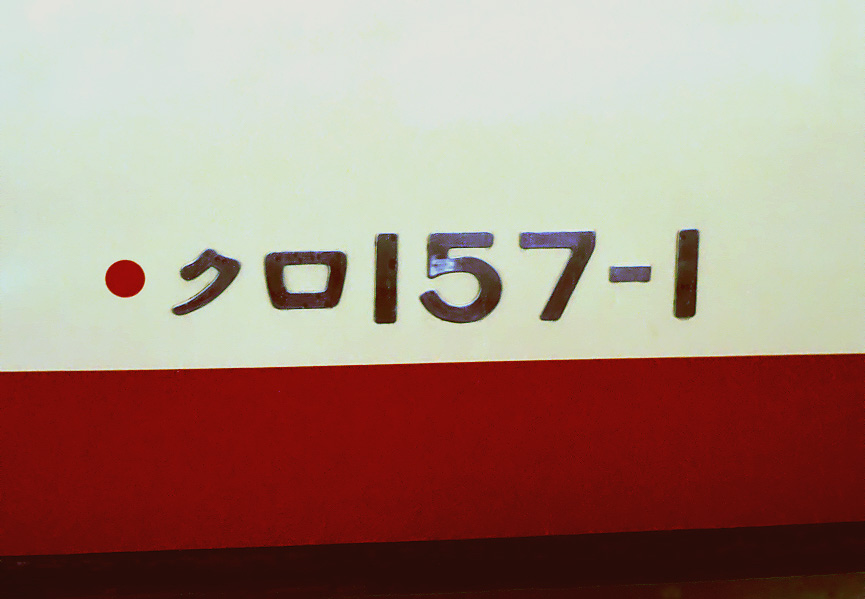
車両番号（クロ157-1）の先頭に付された横軽対策識別マーク

最大66.7‰の急勾配という条件で峠の下側から本形式による牽引・推進運転を実施するため、非常ブレーキ動作時などに過大な並型連結器作用力（並連力）が発生し、連結器の破損や列車の座屈による車両の車体と台車の分離、浮き上がり脱線の予防、車両の逸走といった事故が発生するのを防止する目的で、当区間を通過する車両には以下の対策（通称：「横軽対策」）が必須とされた。また、指定された形式以外の車両、大物車、鋼木合造客車は通過を禁止されている。
- 台枠・連結器の強化[42]
- 緩衝器容量の増大[40]
- 車掌弁（車掌用非常ブレーキ装置）への絞り追加[43]
- 台車横揺れ制限装置の追加[44]
- 一部を除き、空気ばね台車装着車に対するパンク機能の付加（ただしパンクをさせるのは粘着式移行後とした。これはパンクして車高が低くなると床下機器がラックレールに接触する恐れがあったからである）[40][45]

対策施工車両には識別のため車両番号の先頭に直径40ミリメートルの「●（Gマーク）」を付したものの、同区間の廃線によって無意味なものになったことから、工場入場での塗り替え時に消去された車両もある。
これらの制約は、当区間の粘着運転への切り替え直前に実施された165系9両編成とEF63による下り勾配での試験運転で、非常ブレーキを作動させたところ、機関車次位のクハ165形の軽井沢方にあたる車体後部が垂直座屈で浮上し、車体と台車が分離するという現象や上り勾配での客車牽引で縦勾配の変曲点で軽井沢方の台車が脱線する現象が発生したことに由来する。
この結果、機関車と他の車両との間で発生する並連力の過大がもたらす悪影響が認識され、当区間での被牽引対象列車に対する最大8両（80系と185系は7両）までの連結両数制限と、電車に限りではあるが、車種を問わず心皿脱出防止のため、空気ばね台車装着車に対するパンクの義務化が決定された。なお、気動車や客車では台車構造の違いからパンクさせることができず、また気動車の場合は仮に空気ばねをパンクさせることができても、今度はエンジンなどの機器がラックレールと接触する恐れがあることから、パンクをさせずにそのまま走行させていた。
前述の専用車両によるEF63との協調運転システムの開発は、前者の制限を解消し輸送力不足を補う手段として開発されたものである。後者の対策は空気ばね台車の限界自連力が金属ばね台車に比べて著しく小さいため垂直座屈に弱い一方で、空気ばねをパンクさせてストッパゴムだけで車体を支持する状態にすると、空気ばね有効時と比較して約6倍の限界自連力を得られることから実施されたもので、同様に貨物列車の車掌車（緩急車）についても、粘着運転切り替え後まもない1963年（昭和38年）11月に後部緩急車（ワフ35045、2段リンク式）の軽井沢側の車軸が左に脱線する事故が発生し、比較的軽量の緩急車がEF63による押し上げ運転時に押し上げられた（座屈）という推定がなされたが、さらに1か月後に再発が起きたため1段リンク式足回りをもつヨ3500が専用に充当したところ以後は起こらなくなった。
なお、碓氷峠の貨物列車の速度制限は下り勾配時25 km/h、上りも30 km/h程度と極めて低速であるため、2段リンク式でなくても速度の向上には関係ない。
電車では協調・非協調を問わず、座屈による浮き上がり脱線予防策として、車両重量のある電動車ユニットを峠の下側に組成することになり、新前橋電車区（現在：高崎車両センター）・長野運転所（後の北長野運転所→長野総合車両所→長野総合車両センター）配置の165系・169系が他車両基地配置車と逆向きの編成に組成されていたほか、後に松本運転所（現在：松本車両センター）配置の115系1000番台（後に長野へ移管）・新前橋電車区配置の185系200番台も電動車ユニットの向きが本来と逆向きにされた。

### 北陸新幹線開業に伴う信越本線の廃止
碓氷峠の抜本的な輸送改善は、1997年（平成9年）10月1日の北陸新幹線高崎 - 長野間（この区間は2015年〈平成27年〉3月13日まで長野新幹線として営業）の開通によってなされた。その際、信越本線の碓氷峠区間（横川 - 軽井沢間）は、長距離旅客が新幹線に移行する反面で、県境を越える即ち住環境を跨ぐローカル旅客数が見込めないことや、峠の上り下りに設置する設備の維持に多額の費用がかかるとして、第三セクター鉄道などに転換されることなく廃止された。
代替交通機関として横川 - 軽井沢間を片道34分で結ぶジェイアールバス関東小諸支店による碓氷線バスが1日7往復運行されている。北陸新幹線は碓氷峠北方にある碓氷峠トンネルを通過する。この区間は30‰の勾配が連続しているため、日常的に運行されるE2系基本番台やE7系・W7系以外では勾配対策を別途施工した車両が存在した。新幹線開業後の1997年（平成9年）10月の高崎 - 軽井沢間の1日平均の乗車人員は上下方向で合計およそ3万人・乗車率 68% と前年同期に同区間を運行していた信越本線の特急「あさま」と比べて約1万2000人増加した。廃止の方針について、群馬県安中市の新島学園高等学校に長野県から通学する生徒の保護者を中心に廃止許可の取消を求める行政訴訟（取消訴訟）が前橋地方裁判所に起こされたが、裁判所は「（廃止の手続きを定めた）鉄道事業法は利用者個々の利益を直接保護するものではない」として原告適格を認めず、訴訟を却下した。東京高等裁判所の控訴審、最高裁判所の上告審も前橋地方裁判所の決定を支持し、却下が確定した。

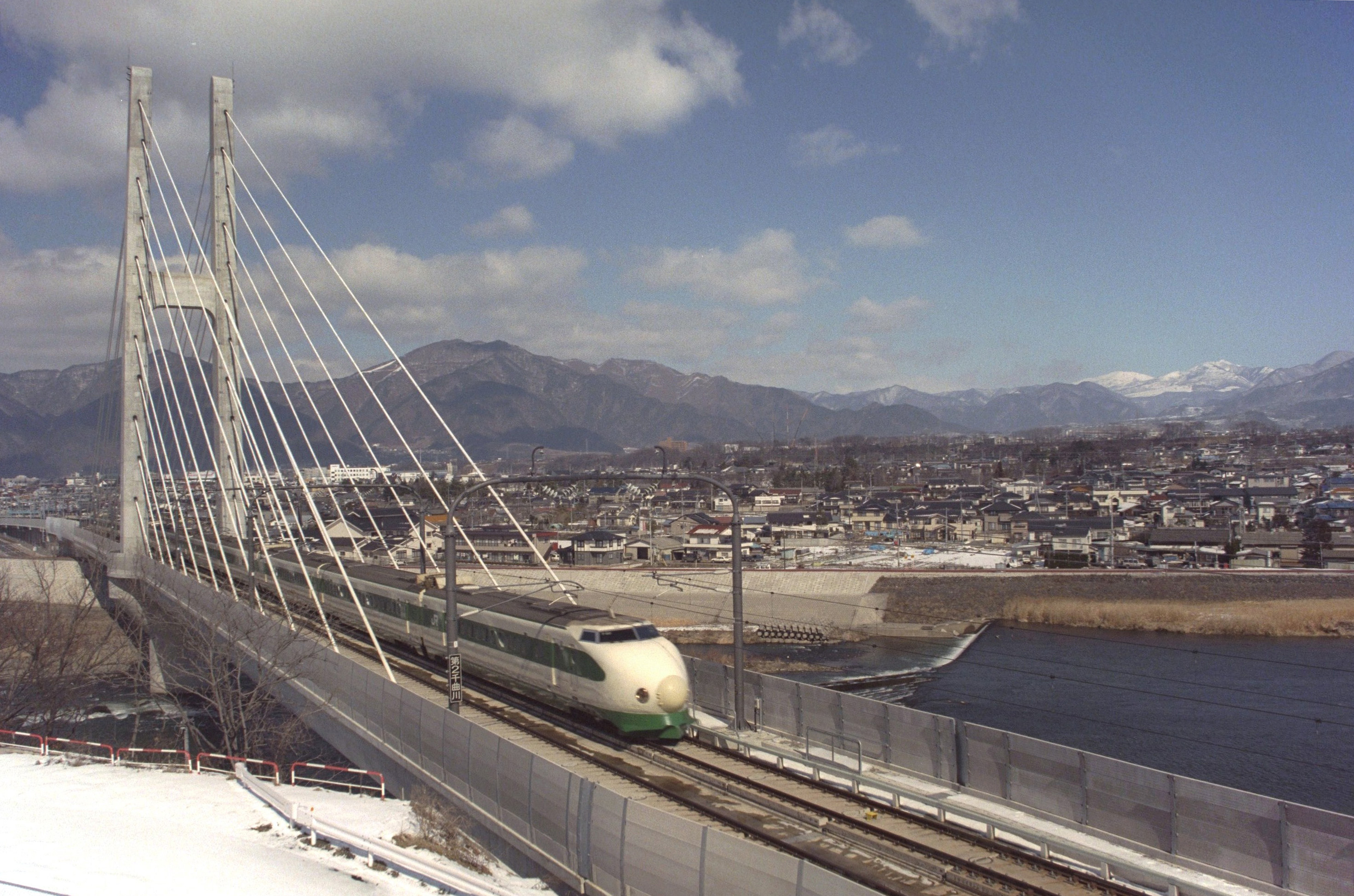
200系F80編成 （長野まで入線可）
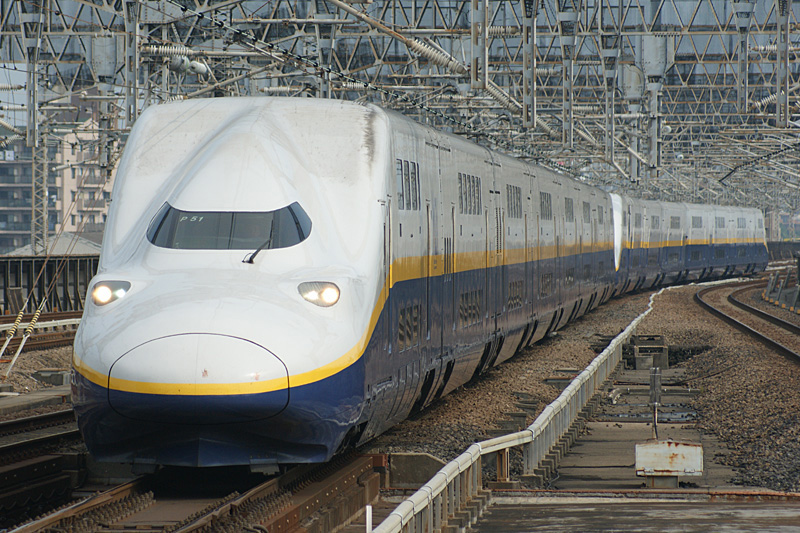
E4系P51編成 （軽井沢まで入線可）

### 車両

#### ラック式時代
蒸気機関車
- 3900
- 3920
- 3950
- 3980

電気機関車
- EC40
- ED40
- ED41
- ED42

気動車
- キハ57系
- キハ80系

#### 粘着式時代
電気機関車
- EF62
- EF63

協調運転対応車
電車
- 169系
- 189系
- 489系

横軽通過対策車
電車
- 80系（一部）
- クモエ21形（クモエ21001のみ）
- クモヤ90形（クモヤ90801のみ）
- 115系（0番台の一部、300番台、1000番台）
- 157系
- 165系（新前橋電車区と北長野運転所配置車、パノラマエクスプレスアルプス）
- 181系（一部）
- 183系
- 185系（200番台）
- 485系（シルフィード、宴、ゆう）
- クモヤ191形
- クモヤ193形
- クモヤ443形
- 107系（100番台）

気動車
- キハ57系
- キハ80系
- キヤ191系

客車
- 12系
- 14系（急行「能登」運用に就いていた寝台車と500番台を除く座席車）
- 50系（2000番台）
- 60系（一部）
- マヤ34形（1を除く）

貨車
- ヨ3500

保守用車（動力を持つもののみ）
- TMC500A（現・DB201）
- TMC500C

なお、EF55 2が空転試験列車で、C11 91が日立ポンパ号で碓氷峠を走行したことがある。

## 近代以降の事故

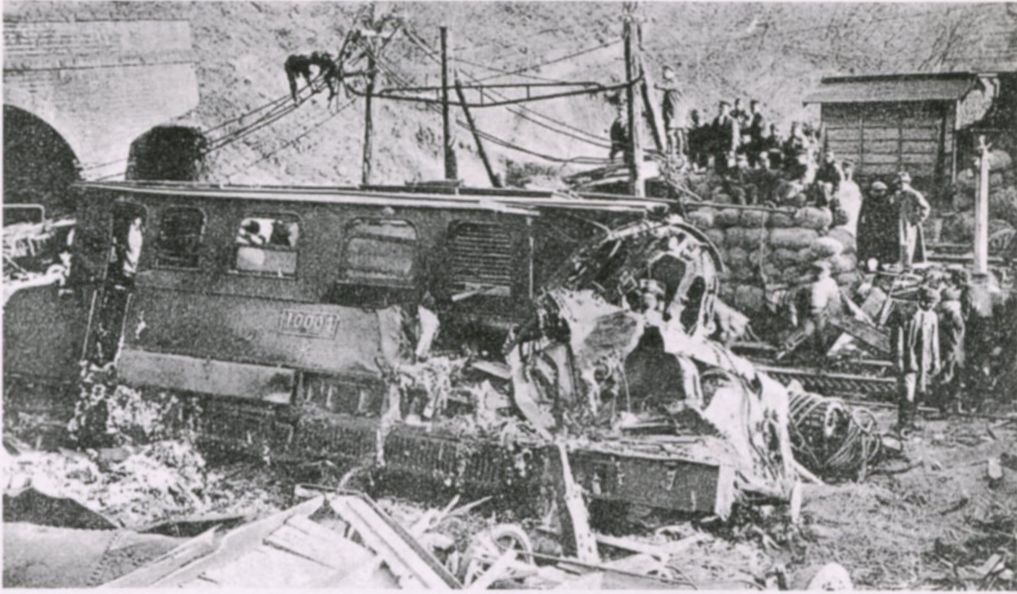
1918年（大正7年）3月7日に発生した熊ノ平駅列車脱線事故の現場

碓氷峠では明治以降だけでも多くの事故が起きている。1891年から1893年の線路の建設に当たっては、完成を急いだことなどから500名以上もの殉職者が生じている。1901年には日本鉄道副社長毛利重輔が偶然巻き込まれ死亡した碓氷峠蒸気列車逆走事故が起こった。また、1950年には熊ノ平駅で数回にわたる土砂崩れが起きて50名が亡くなった。
勾配が極めて急なことから列車脱線事故もしばしばあり、たとえば1918年3月7日には貨物列車が碓氷峠の急勾配を逆走し、熊ノ平駅の側線に突入後脱線大破する熊ノ平駅列車脱線事故が発生した。また1963年10月16日にトンネル内で貨車が、1975年10月28日には電気機関車が脱線している（信越線軽井沢 - 横川間回送機関車脱線転落事故）。特に1975年の事故では機関車4両が10m下の県道斜面まで転落し、乗員3名が重傷を負った。また、被災した機関車4両も復旧不能で全機廃車となった。
夏季は豪雨で国道18号が崩落することも多く、1979年8月12日には雷雨のため長さ15m、幅2.5mにわたって崩落して通行止めとなり、1992年8月29日には長さ150m、幅6mにわたって道路北側の土砂が崩れた上に地盤が緩み、復旧に2か月を要している。この他、1969年には山火事で国道18号の3kmの区間が通行止めとなったこともある。

## 伝承・詩歌・作品など
碓氷峠には、他の峠などと同様に豪傑の伝承などがある。古代では頼光四天王の1人、碓井貞光が有名であり、先祖が勅勘によって配流され碓氷峠に隠棲していたといわれる。中世から近世にかけては「灘田の左太夫」（なだたのさだゆう）の話が伝わっている。実在した土豪の佐藤氏が左太夫のモデルになったとされ、具体的な内容としては
- 足が非常に速く、茶飲み話をしている間に信濃国まで行ってソバを刈ってきた[64]。
- 怪力の持ち主で、加賀藩主の駕籠を1人でかつぎ、反対側には巨石をぶら下げたまま休まずに峠を登りきった[65]。
- 力を利用して悪事を働いたため峠を追われ、裏妙義に隠れ住んで亡くなった[65]。

などがある。
近代に入ると多くの文学者が峠を訪れ、正岡子規は1891年の『かけはしの記』の中で、碓氷峠を馬車鉄道で越えた時の様子を描いている。高野辰之は、東京から帰省する際に利用した信越本線の熊ノ平駅から見える紅葉の美しさに触発され、1911年発表の文部省唱歌『もみじ』の歌詞に読み込んだ。
大正時代には、北原白秋が『碓氷の春』という一連の和歌を詠んでおり、その一首を刻んだ歌碑が横川駅下のドライブインにある。また、頂上の熊野神社の境内には山口誓子や杉浦翠子が碓氷峠を詠んだ俳句の句碑がある。西條八十の詩『ぼくの帽子』の冒頭には碓氷峠が登場し、森村誠一の『人間の証明』はそれを引用している。上毛かるたの「う」の札は「碓氷峠の　関所跡」である。
- 頭文字D：漫画・アニメ。架空の設定で、日産・シルエイティに乗り公道レースを行う女性走り屋チーム「インパクトブルー」の拠点として国道18号が劇中に登場する。
- 碓氷と彼女とロクサンの。：ライトノベル。旧線になった横川 - 軽井沢間を復活させようという物語で、碓氷峠が舞台。
- RAIL WARS! -日本國有鉄道公安隊-：ライトノベル。豪雨で不通になった道路の代わりに信越線旧線を使用する。
- ゆるキャン△16巻（第90話 - 第92話）：漫画。軽井沢から横川へ峠を下る構成となっている。

## 観光名所
詳細については各項目を参照されたい。
- 碓氷峠交流記念財団が運営している施設
  - 碓氷峠鉄道文化むら：鉄道テーマパーク
    - シェルパくん：文化むらの遊具扱いのトロッコ列車

- 株式会社ヤマテ・コーポレーションが運営している施設（2024年3月までは碓氷峠交流記念財団が運営）
  - 峠の湯：日帰り入浴施設・レストラン
  - くつろぎの郷：コテージ

- 旧中山道：坂本宿
- 碓氷第三橋梁（めがね橋）
- 碓氷湖
  - 碓氷川に建設された坂本ダムによってできたダム湖であるが、周辺が整備され新緑や紅葉の名所である。
- アプトの道：遊歩道
  - 信越本線の横川を基点として、上り新線と旧線を経由し、丸山変電所、峠の湯、碓氷第三橋梁（通称めがね橋）を経て、熊ノ平信号場まで通行できる。なお、横川から峠の湯までは旧上り本線をアスファルトで舗装しているが、急勾配のレールの重さによるずれにより、所々にアスファルトにひびが入っている（現在も年間に数ミリのレールのずれが起きている）。2005年（平成17年）に開通したシェルパくんが走行する下り線とは柵で分離されており、立入できないようになっている。
- 丸山変電所
  - ラック方式鉄道電化の際に軽井沢の矢ヶ崎変電所とともに建設された施設で、蓄電池室と機械室の2棟からなる。レンガ造りで丸山にある物は用途廃止後もそのまま放置される形となり残ったが、矢ヶ崎の物は解体された。信越本線廃止後に遊歩道の整備にあわせて復元工事が行われ、2002年（平成14年）に完成した。この工事にあわせ、建物内部の一部のものが撤去されている。トロッコ開通により、まるやま駅としてホームが新設されたが、ラック方式時代には丸山信号場としていた場所となる。なお、廃線前から秋に咲くコスモスが絵になるとして有名である。
- 熊ノ平信号場
  - ラック方式時代には駅として開業したもので、1968年（昭和38年）の粘着式運転の開始により、その後駅は廃止され信号場となる。駅としての機能があるときには玉屋（現在は坂本にある玉屋ドライブイン）が、峠の力餅を販売していた。1950年（昭和25年）に発生した土砂災害によって多くの犠牲者が発生し、殉難の碑が建立され、現在も毎年慰霊祭が行われている。慰霊碑に隣接して、熊ノ平神社もある。熊ノ平は現在、遊歩道以外は立入禁止となっている。
  - トンネルが軽井沢方に3本、横川方に4本あるが、ラック方式時代に作られた下り突込線トンネルの1本が国道18号（旧道）に続いており、業務用の出入り口として使用されていた。現在も工事車両の出入り口となっており、入口の門は施錠されている。場内には変電所も放置されたまま残っており、そこに新たに気象観測の機器も設置されている。この他アプトの碑やホーム跡も残っており、廃線当時と状態は変わっていない。
- ラック方式時代のトンネル・橋梁
  - 国道18号（旧道）沿いで、至る所に見ることができる。トンネル・カルバート・橋梁に関して、熊ノ平以東には案内看板が設置されているが、熊ノ平以西は特に案内板などは設置されていない。旧本線に関しても案内板などの設置はない。
- ゴルフ場付近
  - 霧積温泉へ通じる道路で旧本線が観察できる。1975年（昭和50年）に発生した脱線転覆事故の際に出来たトンネル壁面の傷が、上り線の第一トンネル出口に残されている。事故現場付近の植生が違っているが、旧本線から見ないとわからない状態となっている。なお、遊歩道化されていない部分の上り線は草木が生い茂り、かなり荒れている。